# Normalizzazione audio
La normalizzazione audio è un processo che applica a una registrazione o a una traccia audio un valore di guadagno costante per elevare il volume del segnale a un livello  target di riferimento ("norma" o norm) senza introdurre distorsioni. Lo scopo della normalizzazione è fornire all'utilizzatore finale (ascoltatore) un livello di volume omogeneo tra contenuti audio differenti, mantenendo i segnali entro il massimo volume disponibile. Dato che la normalizzazione si applica a tutto un contenuto nel suo complesso, il rapporto segnale/rumore e la dinamica complessiva dell'audio rimangono inalterati, a differenza di quanto avviene con la compressione, che applica valori di guadagno variabili all'interno di una traccia audio per mantenerne il volume tra un minimo e un massimo, modificandone anche la dinamica. La funzione di normalizzazione è presente comunemente nelle workstation audio digitali.

## Tipi di normalizzazione
Esistono essenzialmente due tipi di normalizzazione:
- normalizzazione del picco (in inglese, peak normalization), che regola l'ampiezza sulla base del segnale più alto presente nella traccia audio
- normalizzazione del volume (in inglese, loudness normalization), che regola l'ampiezza sulla base del volume sonoro percepito.

### Normalizzazione del picco
Nella normalizzazione del picco il guadagno viene modificato in modo da portare il campione PCM più elevato, o il picco più elevato nel caso di audio analogico, al valore di norma desiderato, tipicamente 0 dBFS (decibel relativi al fondo scala), il valore massimo ammesso da un sistema digitale.
Basandosi solo sul valore più elevato, la normalizzazione del picco non tiene conto del volume percepito che dipende da molti altri fattori; per questo motivo, questo tipo di normalizzazione viene impiegato in genere per modificare il volume in modo da ottimizzare l'uso della gamma dinamica durante il mastering di una registrazione digitale. Tuttavia, se usata come elaborazione preliminare in combinazione con la compressione/limitazione, la normalizzazione del picco può fornire un vantaggio in termini di volume rispetto a un audio non normalizzato. Questa modalità di registrazione digitale (compressione/limitazione seguita dalla normalizzazione del picco) è funzionale alle tecniche attuali di gestione del volume.

### Normalizzazione del volume
Nella normalizzazione del volume, il guadagno viene modificato sulla base della misura del volume percepito in modo da stabilizzarlo mediamente sul valore di norma. Per misurare il volume percepito, il valore efficace (RMS), sebbene migliore per lo scopo rispetto alla misura del picco, fornisce un dato ancora approssimativo perché non tiene conto di come varia la percezione da parte dell'orecchio umano su intervalli di tempo differenti, essendo basato su una misura puramente matematica istantanea. Una misura migliore e più aderente al comportamento dell'orecchio umano si basa sul valore di Loudness K-Weighted riferito alla Full Scale (LKFS), che consente di tenere conto di come un'intera traccia musicale viene percepita e di metterla a confronto con altre tracce audio per ottenere un risultato omogeneo. L'unità di misura per LKFS è un numero assoluto equivalente a 1 dB.

## Normative
Gli algoritmi e le specifiche per le misure di LKFS sono normati dalla raccomandazione ITU-R BS.1770, che definisce in modo matematico il volume (loudness), tramite la misura di tre valori (istantaneo, di breve periodo, integrato su tutto il contenuto audio), con la soppressione del silenzio (valori inferiori a −70 LKFS non vengono usati dall'algoritmo) e con opportuni pesi (K-Weight) determinati in modo da tenere conto delle caratteristiche percettive dell'orecchio umano. La raccomandazione stabilisce inoltre i criteri per la misura del picco effettivo (True Peak, TP), valutato per sovracampionamento per tenere conto degli effetti della conversione digitale-analogico che potrebbero altrimenti generare picchi analogici eccessivi e conseguente distorsione (clipping). Il picco effettivo va tenuto in conto per stabilire il limite superiore entro cui contenere la normalizzazione, garantendo in questo modo l'assenza di distorsioni. Questa raccomandazione stabilisce uno standard di riferimento comune per i vari tipi di applicazione, compreso l'audio multicanale. 
Sulla raccomandazione ITU si basa la normativa EBU R 128 che definisce i valori di riferimento per la normalizzazione dell'audio e definisce il parametro Loudness Unit riferito alla Full Scale (LUFS) come sinonimo di LKFS. In particolare, la normativa definisce come valore target per la normalizzazione −23±0,5 LUFS, con una tolleranza aumentata a ±1 LU per situazioni particolari come la trasmissione di audio dal vivo, e un valore di picco effettivo massimo pari a −1±0,3 dBTP (decibel rispetto al True Peak).
Nonostante la definizione rigorosa, alcuni servizi di distribuzione e streaming utilizzano valori target differenti, per esempio:
- Amazon Music,[12] YouTube,[12] Spotify:[13] −14 LUFS
- Apple Music:[14] −16 LUFS

## Software di normalizzazione
Di seguito, alcuni dei software per editing audio che supportano le funzioni di normalizzazione:
- Adobe Audition
- Audacity
- Audiograbber
- DSP-Quattro
- Goldwave
- Levelator
- MP3Gain
- Sound Normalizer
- VorbisGain